# 辯才天
辯才天（日语：弁財天／べんざいてん）是佛教中的十二天，二十諸天與二十四諸天之一的護法神，又稱妙音天女，也是日本神話中的七福神之一，象徵辯才、音樂與財富的女神，亦簡稱辯天（日语：弁天／べんてん）。此神源於印度教女神辯才天女（सरस्वती／Sarasvatī)，被大乘佛教吸收為護法神。

## 名称
因為「才」、「財」同音，兼具帶來財富的意味，「辯才天」於是也寫作「辯財天」。日本新字體將、以一字替代簡化，因而在恢复原字时出现写作“辨才（财）天”的情况。甚至现在的中文翻譯，亦有直接引用日本新字體作“弁才（財）天”。另外少数情况也有使用“财”的异体字“戝”的现象。

## 概要
「辯才」二字也指說話能力、論辯能力，被認為是象徵辯才的女神。辯才天女的原名是薩拉斯瓦蒂，梵語，來自聖河薩拉斯瓦蒂河，因此被視為印度的河神。隨著佛教吸納引進，日本的辯才天也承繼了河神身份，而河流的水聲令人聯想到音樂，推演出音樂神、福德神、學藝神等豐富的神格。
辯才天的聖像有二臂之身及八臂之身兩種，八臂像的形象來自《金光明最勝王經》中的「大辯才天女品」，八隻手臂分別執持弓、箭、矛、鐵輪、絹索等聖物。二臂之身的辯才天則手持琵琶，形象來自密宗兩部曼荼羅之一，這也塑造日本大部分神社中接近天女、菩薩形象的外表。辯才天心咒: 唵。蘇囉 薩縛帝 曳。娑婆訶。
在日本、祭祀本尊的堂宇大多稱「辯天堂」（日语：弁天堂）或「辯天社」（日语：弁天社）。

## 神佛習合
由於原本是印度的河神，所以大多祭祀在水邊、島、池、泉等場所，並與水有關的蛇、龍信仰結合，部分寺廟中有人首蛇身的石雕，或者蛇形石像盤坐於神社四周。中世以降，辯才天跟「宇賀神」習合，不是前述的人首蛇身就是頭上有翁面蛇体宇賀神像，後者稱作「宇賀辯才（辨財）天」；到了近世則成為「七福神」一員，被追加財神屬性即辨財天，例如鎌倉市的錢洗辨財天宇賀福神社，傳說使用此神社境內洞窟的湧水沖洗金錢，財富將會倍增。
此外，一般日本民間也將辯才天及宗像三女神之一的「市寸島比賣命」視為同一神；自古奉祀辯才天的神社自明治時代下令神佛分離後，多改祀市寸島比賣命。

## 辯才天在臺灣
辯才天的信仰在日治時代也傳入台灣，基隆市的仙洞巖至今仍供奉辨財天。桃園市的陽明社區現址，原本是桃園名勝之一的「辨天池」，池中有「辨天島」，日治時代在島上建「豐滿社」祭祀辨財天，與其他神社最大不同的是，合祀觀音佛祖以及五穀先帝並採閩南式建築。嘉義市的嘉義公園內也有一個辨天池，池邊曾有祭祀辨財天的「辨財天祠」。惟桃園和嘉義的辨天堂皆已不存。

## 图集

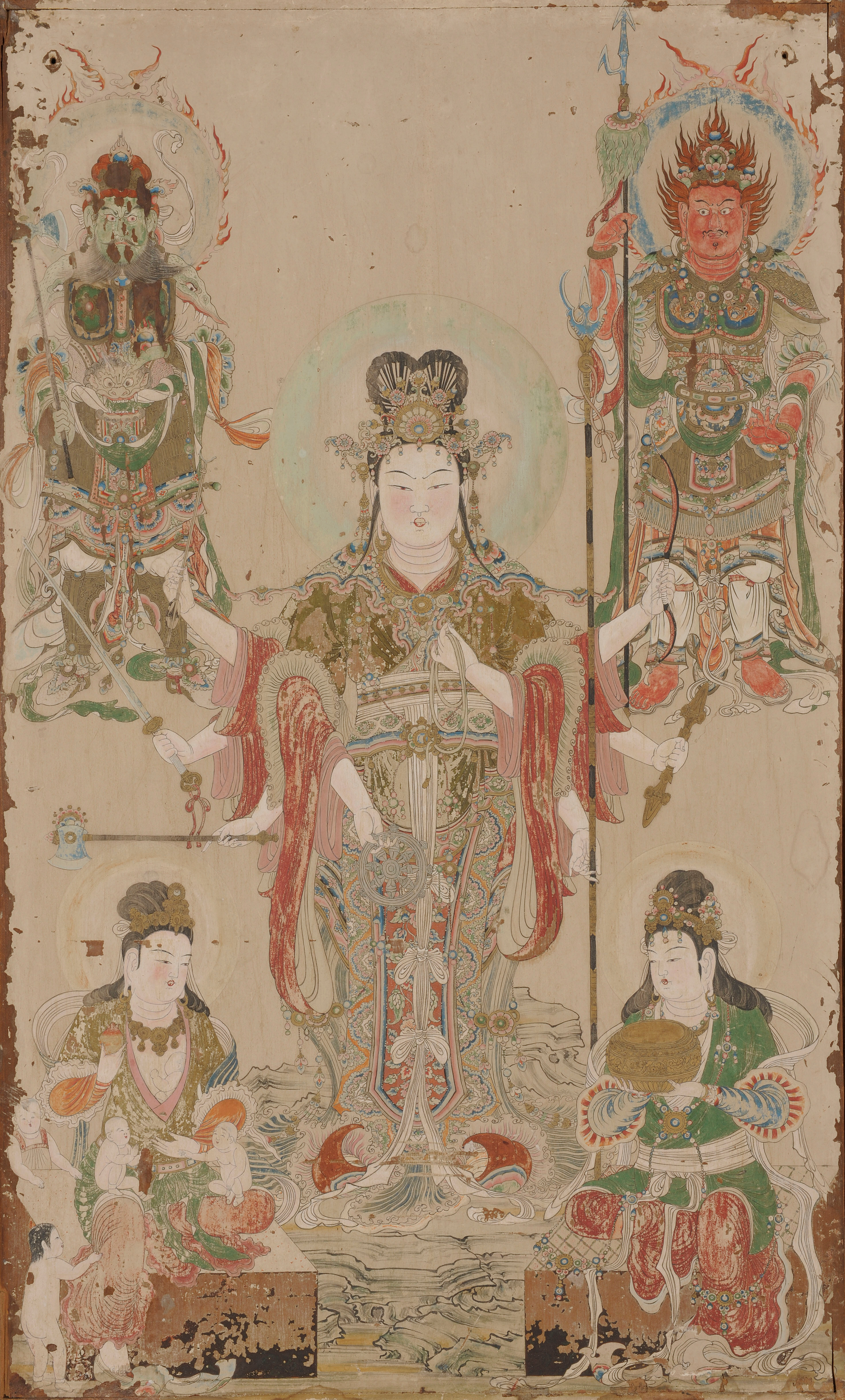
辯才天立像（吉祥天像廚子繪）東京藝術大學藏，鎌倉時代
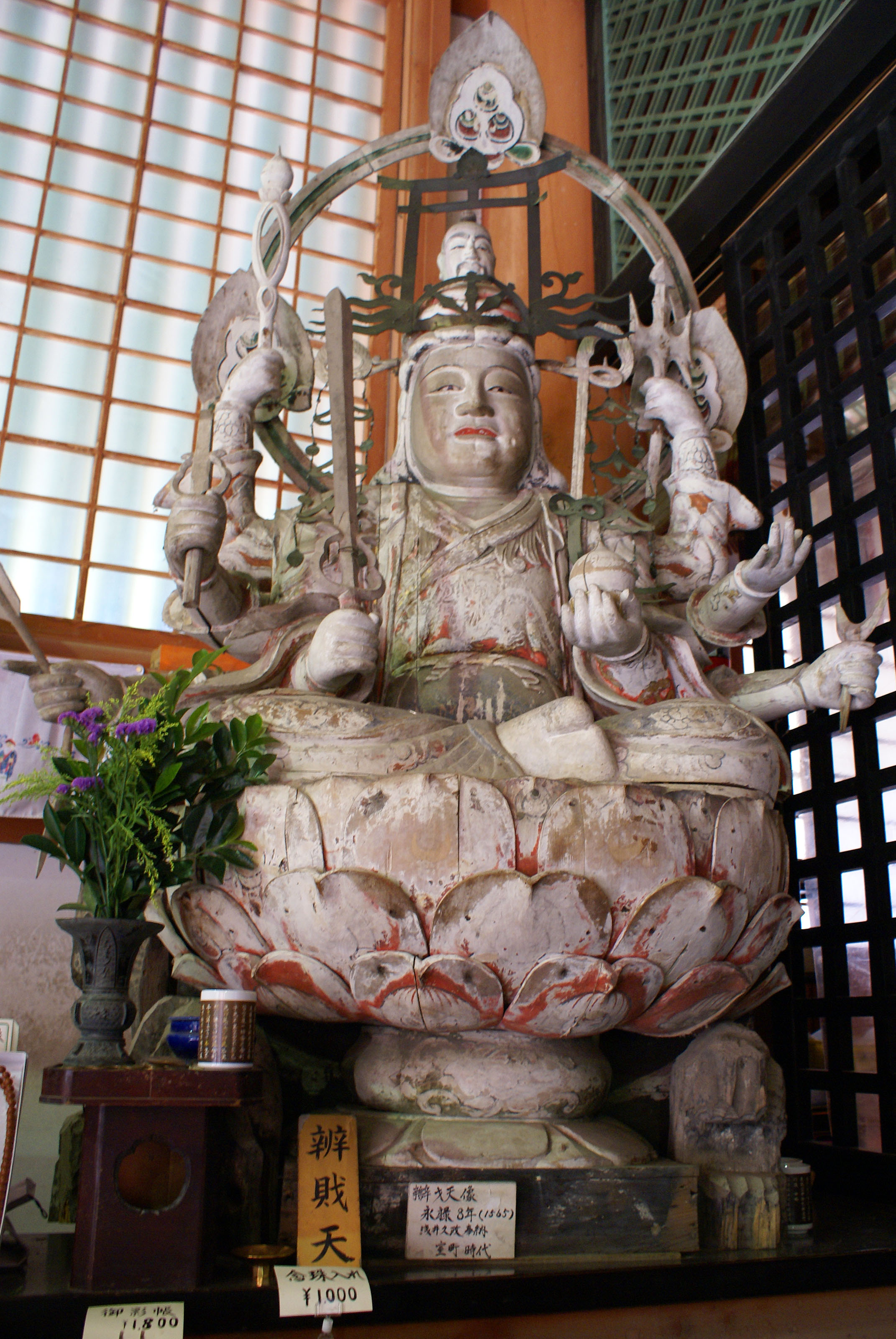
宇賀辯才（辨財）天座像，寶嚴寺藏。神像下方有「辯才天、辨戝天」兩種表記